# Sagmatias
Sagmatias – rodzaj wodnych ssaków z podrodziny Lissodelphininae w obrębie rodziny delfinowatych (Delphinidae).

## Rozmieszczenie geograficzne
Rodzaj obejmuje gatunki występujące w umiarkowanych, subarktycznych i arktycznych wodach Oceanu Atlantyckiego i Spokojnego.

## Morfologia
Długość ciała 140–250 cm (długość ciała noworodków 80–100 cm); masa ciała 70–198 kg.

## Systematyka
Rodzaj zdefiniował w 1866 roku amerykański paleontolog, anatom porównawczy i zoolog Edward Drinker Cope w artykule poświęconym systematyce walowatych i delfinowatych opublikowanym na łamach Proceedings of the Academy of Natural Sciences of Philadelphia. Gatunkiem typowym jest (oznaczenie monotypowe) delfinowiec południowy (S. australis).

### Etymologia
Sagmatias: gr. σαγμα sagma, σαγματος sagmatos ‘siodło’; nowołac. przyrostek -ias ‘wskazanie na posiadanie lub cechę szczególną’

### Podział systematyczny
Gatunki z tego rodzaju tradycyjnie umieszczane były w Lagenorhynchus, lecz analizy przeprowadzone w 2019 roku w oparciu o dane molekularne ujawniły, że Lagenorhynchus nie jest monofiletyczny i należy podzielić go na trzy odrębne rodzaje: Lagenorhynchus, Leucopleurus i Sagmatias. Sagmatias wydają się najbliżej spokrewnione z delfinami z rodzaju Cephalorhynchus i Lissodelphis i mogą nadal być parafiletyczne w odniesieniu do Cephalorhynchus; w takim ujęciu do rodzaju należą następujące gatunki:
| Grafika | Gatunek               | Autor i rok opisu      | Nazwa zwyczajowa        | Podgatunki         | Rozmieszczenie geograficzne | Podstawowe wymiary              | Status IUCN |
| ------- | --------------------- | ---------------------- | ----------------------- | ------------------ | --- | ------------------------------- | ----------- |
|         | Sagmatias obliquidens | (Gill, 1865)           | delfinowiec skośnozębny | gatunek monotypowy | chłodne, umiarkowane wody północnego Ocean Spokojnego (głównie 38–47° szerokości geograficznej północnej), od południowego Morza Beringa na południe do Morza Żółtego na zachodzie i do Zatoki Kalifornijskiej na wschodzie                                                        | DC: 230–250 cm MC: około 198 kg | LC          |
|         | Sagmatias obscurus    | (J.E. Gray, 1828)      | delfinowiec ciemny      | 3 podgatunki       | wybrzeże Afryki Południowej (Namibia i Południowa Afryka), Wyspy Księcia Edwarda i Amsterdam, południowa Australia, Nowa Zelandia, południowa Ameryka Południowa (na północ do Peru na Oceanie Spokojnym, na północ do Argentyny na Oceanie Atlantyckim)                           | DC: do 210 cm MC: 70–85 kg      | LC          |
|         | Sagmatias cruciger    | (Quoy & Gaimard, 1824) | delfinowiec krzyżowy    | gatunek monotypowy | okołobiegunowy w subantarktycznych i antarktycznych wodach, głównie 45–65° szerokości geograficznej południowej, sporadycznie na północy do 33° szerokości geograficznej południowej (u wybrzeży Chile)                                                                            | DC: 140–190 cm MC: do 94 kg     | LC          |
|         | Sagmatias australis   | (T.R. Peale, 1848)     | delfinowiec południowy  | gatunek monotypowy | wody przybrzeżne Ameryki Południowej od około 33° szerokości geograficznej południowej na Oceanie Spokojnym i około 38° szerokości geograficznej południowej na Oceanie Atlantycki,, na południe do Cieśniny Drake’a (około 59° szerokości geograficznej południowej) i Falklandów | DC: do 220 cm MC: do 115 kg     | LC          |

Kategorie IUCN:  LC  – gatunek najmniejszej troski.